# Symphonie no 3 de Draeseke
Symphonia Tragica
Pour les articles homonymes, voir Symphonie no 3.
La Symphonie no 3 en do majeur op. 40, dite Symphonia Tragica est la troisième des quatre symphonies du compositeur allemand Felix Draeseke.

## Histoire
Après plusieurs années de travail, le compositeur a terminé la symphonie en décembre 1886. La création le 13 février 1888 a eu lieu à Dresde sous la direction de Ernst von Schuch et a été un succès.  
Des chefs célèbres ont abordé l'œuvre, tels que Jean Louis Nicodé, Arthur Nikisch et Hans Pfitzner. 
Comme beaucoup de compositeurs, Draeseke est tombé dans l'oubli après sa mort. Le label spécialisé dans la musique classique Classic production osnabrück a largement contribué à sa redécouverte : en 2002 ont été enregistrées la première et la quatrième symphonie ainsi que l'Ouverture Gudrun. 
En 1998, le label avait diffusé sa troisième symphonie et la marche funèbre, sa seconde symphonie et la Sérénade op. 49.

## Mouvements
- Andante - Allegro risoluto (do majeur)
- Grave: Adagio ma non troppo (la mineur)
- Scherzo: Allegro molto vivace (do majeur)
- Finale: Allegro con brio (do mineur)

Durée: ca. 50 minutes